# Bierd´
Bierd´ (ros. Бердь) – rzeka w Rosji, prawy dopływ Obu. Długość rzeki wynosi 363 km.